# Лицо (богословие)
Лицо́ (греч. πρόσωπον, prósōpon) — философский и богословский термин, обозначающий целостного человеческого индивида или субъект отношений и сознательной деятельности. В христианском богословии также употребляется для обозначения ипостасей (греч. ὑπό-στᾰσις) единого Бога. Буквальное значение данного термина на греческом языке означает «то, что находится напротив глаз [другого] или направлено к глазам». Термин «лицо» сыграл важную роль в развитии триадологического и христологического богословия, особенно в полемике и спорах. В Новом Завете этот термин употребляет апостол Павел, когда пишет о своём непосредственном восприятии в сердце лица (prósōpon) Христа (2Кор. 4:6). Лицо — это форма, в которой появляется ипостась. Каждая ипостась имеет своё собственное лицо. Лицо выражает реальность ипостаси с её энергиями и характеристиками.
В святоотеческой традиции лицо отражает понятие «индивид» более с качественной стороны, нежели с количественной и применяется в триадологии и христологии как синоним ипостаси. В древнегреческом языке термин «prósōpon» изначально обозначал «лицо» или «маску». В этом смысле он использовался в театре, поскольку актёры носили особые маски на сцене, чтобы раскрыть свой характер и эмоциональное состояние зрителям. По мнению патролога Иоанна Мейендорфа в период христологических споров термин «лицо», объединявший человеческую и божественную природы Христа мог означать и «просто маску».

## В триадологии

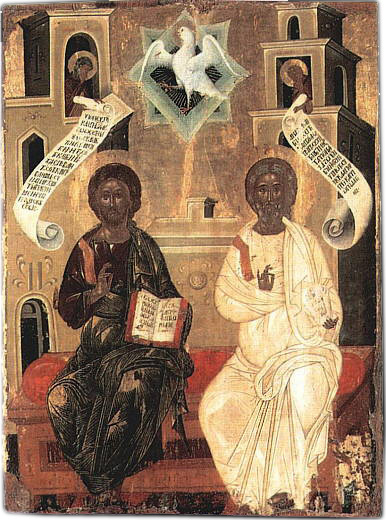
Сопрестолье. Икона из церкви св. Георгия. Венеция. XVI век

Великие каппадокийцы в триадологическом контексте отождествляли лицо Христа с лицом предвечного божественного Логоса — Второй ипостаси Святой Троицы. Кроме этого, каппадокийцы (прежде всего Григорий Нисский и Григорий Богослов) отождествили понятия «ипостась» и «лицо» (до них понятие «лицо» в богословии и философии было описательным, им могли называть маску актёра или юридическую роль, которую выполнял человек). Отождествление понятий лицо и ипостась отличает терминологию великих каппадокийцев. У Оригена в триадологическом контексте «лицо» никогда не употребляется в значении «ипостась». Патролог Мефодий (Зинковский) считает отождествление понятий «лицо» и «ипостась» «философским „прорывом“ святоотеческой мысли», которое использовалось в борьбе с учением монархиан-модалистов.
У ряда древних христианских авторов, термин лицо указывает на отношения между ипостасями и может означать характерные свойства (ипостасные идиомы), отличающие ипостась определённой природы от других ипостасей той же природы.

## В христологии
Антиохийский богослов V века Феодор Мопсуестийский подчёркивал единство Христа с помощью христологической формулы: одно лицо и две природы. Вместо антиохийского термина «лицо», представители александрийской богословской школы говорили о единой ипостаси Христа, а также из-за синонимичного употребления терминов ипостась и природа и об единой природе Бога Слова. Папа римский Лев I перед Халкидонским собором (451) в своём послании константинопольскому патриарху Флавиану, не вдаваясь в тонкости восточно-христианского богословия, применяет термин «лицо» (лат. persona) для обозначения и «природы» и «ипостаси».
Христологическая концепция Церкви Востока предусматривала, что центром единства во Христе является «лицо». Российский исследователь Н. Н. Селезнёв отмечает, что в восточно-сирийской богословской традиции лицо (сир. ܦܪܨܘܦܐ, parṣōfā) понимается как совокупность явленных действий, свойств, состояний и отношений, которая для каждой частной природы (ипостаси) уникальна и именно лицо позволяет отличать ипостаси одного вида друг от друга.